# シワハイルカ
シワハイルカ（皺歯海豚、Steno bredanensis）はクジラ目ハクジラ亜目マイルカ科シワハイルカ属に属するイルカである。
イルカとしては比較的大柄であり、世界中の温帯から熱帯の遠洋に生息する。
シワハイルカ属（Steno）はクジラ目ハクジラ亜目マイルカ科に属する属の一つ。シワハイルカ属に属するのはシワハイルカ1種のみである。

## 名称
シワハイルカは、1823年、ジョルジュ・キュヴィエによって初めて記録された。属名のStenoはギリシア語で『狭い』を意味する言葉に由来し、特徴である口吻の形状を表している。種名のbredanensisはCuvierの著作の研究者であるvon Bredaに由来している。英名Rough-toothed Dolphin（皺のある歯を持つイルカ）も和名の皺歯（すなわち皺のある歯）も、歯のエナメル質に縦方向の細い筋があることによる。

## 形態

ヒトとの大きさ比較

シワハイルカの特徴は、円錐形の頭部と、細い口吻である。海上ではハシナガイルカ、マダライルカ、ハンドウイルカと見間違えやすいが、これらのイルカに比べると、胸びれが長い。また背びれが目立つ。体長は2.5m、体重は150kg程度まで成長する。
口の周り、喉、腹部は薄いピンク色である。体側は明るい灰色で、背と背びれは濃い灰色である。
シワハイルカは社会的な動物である。通常は50頭程度の群を成して行動するが、100頭程度の大きな群も報告されている。船が作る船首波に乗ることはないが、skim（頭部と顎を水面から出して泳ぐ方法）は行う。

## 生息数と分布

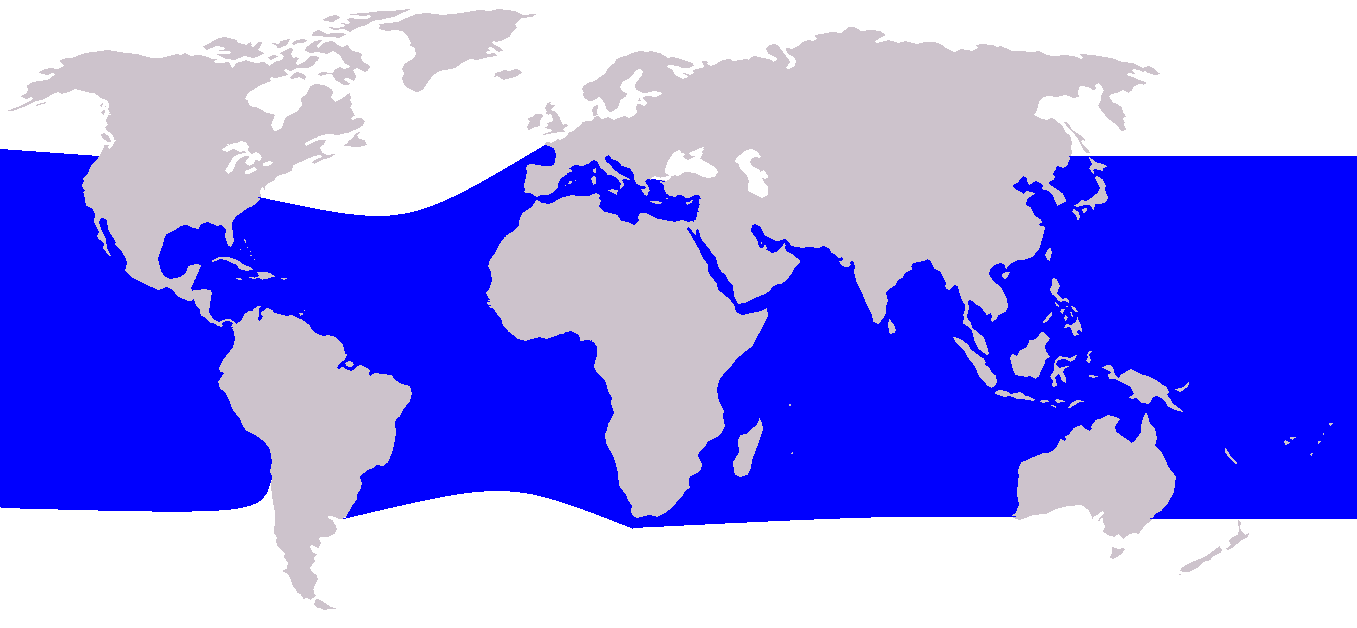
シワハイルカの生息域

シワハイルカの生息数や分布は良くわかっていない。東太平洋における研究が最も進んでおり、そこでの生息数は15万頭と見積もられている。地中海、カリブ海、大西洋、インド洋、太平洋全体での生息数は全くもって不明である。多くは大陸棚よりも沖合いの水深の深い海域において見られる。

## 保護
少数の個体が日本の調査捕鯨によって捕獲され、またマグロ漁用の網にかかって死ぬ個体もいる。しかし、人間の行動が元となって、シワハイルカが絶滅の危機に瀕しているとは考えられていない。